# パシフィックネーションズカップ2023
パシフィックネーションズカップ2023（2023 Pacific Nations Cup、2023 PNC）は、ワールドラグビー主催により環太平洋諸国が参加する「ワールドラグビー パシフィックネーションズカップ（PNC）」16回目の大会である。
フィジーが全勝で6回目の優勝を果たした。

## 概要
日本、サモア、トンガ、フィジー4か国による総当たり戦（各チーム3試合ずつ）。
日本国内向け冠スポンサーに大正製薬がつき、日本開催3試合については「リポビタンDチャレンジカップ2023 パシフィックネーションズシリーズ」という。日本代表の3試合はすべて日本国内（ホーム）で行った。
9月開催のワールドカップ2023で同じプールのサモア戦はその前哨戦だったが、日本は22-24で敗れた。

## 戦績
出典
勝ち点は、勝利4、引き分け2、敗戦0。さらに「4トライ以上獲得」「7点差以内で敗戦」の場合に、それぞれボーナスポイント1が勝ち点に加わる。
| 順位 | 国       | 試合数 | 勝 | 分 | 敗 | 得点 | 失点 | 得失点差 | 4トライ以上 BP | 7点差以内 BP | 勝ち点 |
| ---- | -------- | ------ | -- | -- | -- | ---- | ---- | -------- | -------------- | ------------ | ------ |
| 1    | フィジー | 3      | 3  | 0  | 0  | 104  | 51   | +53      | 2              | 0            | 15     |
| 2    | サモア   | 3      | 2  | 0  | 1  | 77   | 64   | +13      | 1              | 0            | 9      |
| 3    | 日本     | 3      | 1  | 0  | 2  | 55   | 75   | -20      | 0              | 1            | 5      |
| 4    | トンガ   | 3      | 0  | 0  | 3  | 45   | 91   | -46      | 0              | 1            | 1      |

## 対戦詳細

### 第1ラウンド
| 2023年7月22日 15:00 FJT (UTC+12) | (1 BP) フィジー | 36–20    | トンガ | Churchill Park, ラウトカ, フィジー 観客数: 15,000人 レフリー: Paul Williams (ニュージーランド) |
| 2023年7月22日 15:00 FJT (UTC+12) | トライ: PT 5' ナヤザレヴ 7' m マタヴェシ 12' c トゥイソヴァ 40+1' c マタワル 80' c コンバート: Muntz (3/4) 13', 40+3', 80+1' PK: Muntz (1/1) 68' | レポート | トライ: マイレ 15' m Lフィフィタ 20' c Taumoefolau 48' m コンバート: Mausia (1/3) 21' PK: Mausia (1/1) 26' | Churchill Park, ラウトカ, フィジー 観客数: 15,000人 レフリー: Paul Williams (ニュージーランド) |

| 2023年7月22日 14:50 JST (UTC+09) | (1 BP) 日本                                                                                    | 22–24    | サモア | 札幌ドーム, 札幌, 日本 観客数: 22,063人 レフリー: マシュー・ライナル (フランス) |
| 2023年7月22日 14:50 JST (UTC+09) | トライ: ファカタヴァ 6' c コンバート: 李承信 (1/1) 7' PK: 李承信 (5/5) 19', 42', 47', 57', 61' | レポート | トライ: Motuga 37' c Taumateine 48' c Manu 63' c コンバート: リアリーファノ (3/3) 38', 50', 64' PK: リアリーファノ (1/1) 25' | 札幌ドーム, 札幌, 日本 観客数: 22,063人 レフリー: マシュー・ライナル (フランス) |

特記事項:
- サモアが日本に勝利したのは、2012年での勝利（27-26）以来。[9]

### 第2ラウンド
| 2023年7月29日 15:00 WST (UTC+13) | サモア                                                                                      | 19–33    | フィジー (1 BP) | アピア・パーク, アピア, サモア 観客数: 8,000人 レフリー: アンガス・ガードナー (オーストラリア) |
| 2023年7月29日 15:00 WST (UTC+13) | トライ: リアリーファノ 20' m Manu 45' c Lee 60' c コンバート: リアリーファノ (2/3) 46', 62' | レポート | トライ: イカニヴェレ (2) 6' m, 16' m マシ 12' c ラヴタウマンダ 30' c コンバート: Muntz (2/4) 12', 32' PK: Muntz (3/4) 24', 40', 54' | アピア・パーク, アピア, サモア 観客数: 8,000人 レフリー: アンガス・ガードナー (オーストラリア) |

| 2023年7月29日 19:30 JST (UTC+09) | 日本                                                                                               | 21–16    | トンガ (1 BP)                                               | 花園ラグビー場, 東大阪, 日本 観客数: 27,346人 レフリー: Matthew Carley (イングランド) |
| 2023年7月29日 19:30 JST (UTC+09) | トライ: ナイカブラ 20' m ファカタヴァ 40' m マシレワ 53' m PK: 李承信 (1/1) 32' 松田力也 (1/1) 67' | レポート | トライ: タクルア 23' m Moli 57' m PK: Havili (2/2) 42', 47' | 花園ラグビー場, 東大阪, 日本 観客数: 27,346人 レフリー: Matthew Carley (イングランド) |

### 第3ラウンド
| 2023年8月5日 15:00 WST (UTC+13) | (1 BP) サモア | 34–9     | トンガ                                    | アピア・パーク, アピア, サモア 観客数: 4,000人 レフリー: アンガス・ガードナー (オーストラリア) |
| 2023年8月5日 15:00 WST (UTC+13) | トライ: マロロ 24' c Faiʻilagi 47' c Paia'aua 58' c マタヴァオ 64' c コンバート: Leuila (4/4) 25', 48', 59', 65' PK: Leuila (2/2) 16', 40' | レポート | PK: Havili (1/1) 5' Mausia (2/2) 30', 37' | アピア・パーク, アピア, サモア 観客数: 4,000人 レフリー: アンガス・ガードナー (オーストラリア) |

| 2023年8月5日 19:15 JST (UTC+09) | 日本                                                                 | 12–35    | フィジー (1 BP) | 秩父宮ラグビー場, 東京, 日本 観客数: 22,137人 レフリー: Matthew Carley (イングランド) |
| 2023年8月5日 19:15 JST (UTC+09) | トライ: ナイカブラ 71' c マシレワ 77' m コンバート: 李承信 (1/2) 72' | レポート | トライ: ナヤザレヴ 4' c マウィ 17' c クルヴォリ 38' c ロマニ (2) 58' c, 81' c コンバート: ヴォラヴォラ (4/4) 5', 18', 39', 59' テラ (1/1) 82' | 秩父宮ラグビー場, 東京, 日本 観客数: 22,137人 レフリー: Matthew Carley (イングランド) |

特記事項:
- フィジーが日本に勝利したのは、2012年の勝利（25-19）以来。
- 松島幸太朗が50キャップを獲得。

## 放送・配信
J SPORTSによる全試合中継のほか、サモア戦・フィジー戦は日本テレビ（全国）、トンガ戦はNHK総合でも中継された。
- 日本：J SPORTS、J SPORTSオンデマンド、日本テレビ、NHK
- 放送のない地域：RugbyPass TV